# Waucoma (Iowa)
Waucoma es una ciudad ubicada en el condado de Fayette en el estado estadounidense de Iowa. En el Censo de 2010 tenía una población de 257 habitantes y una densidad poblacional de 229,16 personas por km².

## Geografía
Waucoma se encuentra ubicada en las coordenadas 43°3′22″N 92°2′4″O / 43.05611, -92.03444. Según la Oficina del Censo de los Estados Unidos, Waucoma tiene una superficie total de 1.12 km², de la cual 1.12 km² corresponden a tierra firme y (0%) 0 km² es agua.

## Demografía
Según el censo de 2010, había 257 personas residiendo en Waucoma. La densidad de población era de 229,16 hab./km². De los 257 habitantes, Waucoma estaba compuesto por el 98.05% blancos, el 0% eran afroamericanos, el 0% eran amerindios, el 0.39% eran asiáticos, el 0% eran isleños del Pacífico, el 0% eran de otras razas y el 1.56% pertenecían a dos o más razas. Del total de la población el 0.39% eran hispanos o latinos de cualquier raza.